# Expansive Fiskalpolitik
Die expansive Fiskalpolitik ist eine finanzpolitische Maßnahme des Staates, die entweder zu einer Erhöhung der Staatsausgaben oder zu einer Senkung der Steuern führt. Diese bewirkt eine Zunahme des Budgetdefizits.
Die Veränderungen der Steuern und Staatsausgaben haben Auswirkungen auf die IS-Kurve, somit auf das Gleichgewichtseinkommen und den Zinssatz.
Die expansive Fiskalpolitik wird meist im Zusammenhang mit der expansiven Geldpolitik betrachtet, welche die LM-Kurve, die Kombination von Einkommen und Zinssatz, beeinflusst.
Das Gegenstück zur expansiven Fiskalpolitik ist die restriktive Fiskalpolitik.

## Ursprung
Begründet durch John M. Keynes, ist die Fiskalpolitik die finanzpolitische Umsetzung seiner Wirtschaftstheorie. Ihre rechtliche Verankerung fand sie in der Bundesrepublik Deutschland im Stabilitäts- und Wachstumsgesetz (StWG) im Jahre 1967. Heute ist es das Gesetz zur Förderung der Stabilität und des Wachstums der Wirtschaft (StabG), welches mit Hilfe der wirtschafts- und finanzpolitischen Maßnahmen, z. B. durch expansive Fiskalpolitik, und durch Beachtung des magischen Vierecks das gesamtwirtschaftliche Gleichgewicht herstellen möchte. Unter finanzpolitischen Instrumenten, die der Staat zur Verfügung hat, versteht man die Ausgabenpolitik, die Steuerpolitik und die Schulden- bzw. Rücklagenpolitik.

## Ziele
Ausgerichtet ist die Fiskalpolitik auf die Erreichung stabilitäts- und konjunkturpolitischer Ziele, weiterhin auf die Steuerung von Konjunktur und Wachstum, aber vor allem auch Vollbeschäftigung.

## Wirkung der expansiven Fiskalpolitik im Modell

### Aus klassischer Sicht im AS-AD-Modell
Bei der Erhöhung der Staatsausgaben (G) kann man zwischen einer kreditfinanzierten und steuerfinanzierten Erhöhung unterscheiden. Man unterstellt, dass bei steigenden Staatsausgaben auch das Steigen der Transformationsausgaben, d. h. Ausgaben die sich umwandeln, bewirkt wird. Weiterhin geht man davon aus, dass die Nominallöhne flexibel sind.

#### Wirkung einer kreditfinanzierten Erhöhung der Staatsausgaben
Da der Staat den Kreditmarkt beansprucht, kommt es zu einem Anstieg der Zinsen (i). Dieses führe zu einem Rückgang der Investitionen (I) und zu einer Zunahme der Ersparnisse. Die private Nachfrage nach Investitionsgütern und Konsumgütern geht zurück, im gleichen Maße steigt aber die staatliche Nachfrage nach diesen Gütern, da das gesamtwirtschaftliche Angebot gleich bleibt und durch den Reallohn bestimmt wird. Durch die steigenden Staatsausgaben würden nichtstaatliche Investitionen verdrängt (wenn, das nicht der Fall ist, Leitzins und Kreditzinsniveau von Bedarf und Nachfrage gesteuert wären). Die Theorie der Verdrängung am sogenannten „Kreditmarkt“ wird auch als crowding-out bezeichnet. Dieses Konzept geht fehl (siehe auch Geldschöpfung), weil irrtümlicherweise davon ausgegangen wurde/wird, dass sogenannte Kapitalsammelstellen (begrenzte) Geldguthaben an Kreditnehmer verleihen würden und insofern Kreditkapital begrenzt wäre.

#### Wirkung einer steuerfinanzierten Erhöhung der Staatsausgaben
Diese wirkt sich direkt auf die private Nachfrage aus, insofern, als sie dazu führt, dass die Erhöhung der Steuern (T) das verfügbare Einkommen (YD) schmälert. Es kommt zu einem Rückgang der privaten Ersparnisse, sowie des Konsums (C). Aus diesem Rückgang der Nachfrage der privaten Haushalte nehmen auch die Investitionen der Unternehmen ab. Hier setzt auch der crowding-out Effekt ein, ebenfalls ohne Auswirkungen auf die Beschäftigung.

### Aus keynesianischer Sicht im IS-LM-Modell

Keynesianische Unterbeschäftigung im IS-LM-Modell

Hier geht man von der Starrheit der Nominallöhne, von unzureichender Güternachfrage (Z) und von einer Unterbeschäftigung am Arbeitsmarkt aus. Fraglich ist, ob die Investitionstätigkeit abhängig vom Zins ist. Man vermutet, dass das unter bestimmten Umständen eine Auswirkung auf das Gleichgewichtseinkommen, als auch auf die Beschäftigung hat.

#### Investitionsfalle

Investitionsfalle am IS-LM-Modell

Im Rahmen dieser IS-LM-Analyse geht man davon aus, dass die Investitionen nicht vom Zins abhängen. Hier läuft die IS-Kurve senkrecht im Modell, d. h. wenn die Geldmenge erhöht wird, wird das Realeinkommen nicht beeinflusst. Der Zinssatz sinkt, hat aber weder Auswirkungen auf die Investitionstätigkeit noch auf das Realeinkommen.

#### Wirkung einer kreditfinanzierten Erhöhung der Staatsausgaben
Die Prognose ist hier, dass diese kreditfinanzierte Erhöhung der Staatsausgaben (G) wirksamer ist als die steuerfinanzierte Fiskalpolitik. Bei einer kreditfinanzierten Zunahme der Staatsausgaben hat sie im Bereich der Liquiditätsfalle und bei einem Geldmarktgleichgewicht keinen Einfluss auf den Zins. Die Staatsausgaben werden gemäß dem Multiplikatoreffekt voll nachfragewirksam und die Investitionen gehen nicht zurück. Das führt zu einer Rechtsverschiebung der IS-Kurve. Dadurch, dass die gesamtwirtschaftliche Nachfrage steigt, wird die Produktion ausgeweitet und dies führt zu einer Zunahme der Beschäftigung.
Anhänger der Kapitaltopftheorie („crowding out“) argumentieren hinsichtlich zinsabhängiger Investitionstätigkeit, dass eine Erhöhung der Staatsausgaben die IS-Kurve nach rechts verschiebe, wodurch das Gleichgewichtseinkommen und der Zinssatz steige, was die Investitionsnachfrage (der Unternehmen) negativ beeinflusse. Hierbei wird impliziert, dass die Kreditnachfrage des Staates ein als begrenzt vorgestelltes Kapitalangebot gegenüber den privaten Sektoren verknappe, wobei es sich hier um einen (teilweisen) Trugschluss handelt.

#### Wirkung einer steuerfinanzierten Erhöhung der Staatsausgaben
Sie wirkt nicht so gut wie die kreditfinanzierte Erhöhung der Staatsausgaben, da durch die steuerfinanzierte Ausgabenerhöhung im Falle einer nicht zinsabhängigen Investition die Nachfrage der privaten Haushalte zurückgeht. Somit fällt der Beschäftigungseffekt geringer aus.

#### Wirkung einer Erhöhung der Steuern

Expansive Fiskalpolitik am IS-LM-Modell
a) Erhöhung der Staatsausgaben
b) Verringerung der Steuern

Die Erhöhung der Steuern verschiebt die IS-Kurve nach links, dadurch sinken das Gleichgewichtseinkommen und der Zinssatz. Daraus folgt, dass die Investitionsnachfrage steigt.

## Effekte der expansiven Fiskalpolitik
Die expansive Fiskalpolitik hat zwei Effekte. Einerseits bewirkt sie ein steigendes Gleichgewichtseinkommen und tendenziell eine positive (realwirtschaftliche) Investitionsnachfrage, andererseits finanziert sie per Saldo die Einnahmeüberschüsse der privaten Sektoren (seit den 2000er Jahren die Nettoüberschüsse des deutschen Unternehmenssektors).